# Atilio Lombardo
Atilio Lombardo Nolle, född 1902, död 21 juni 1984, var en uruguayansk botaniker, agrostolog och professor. Grässläktet Rhombolytrum är döpt efter honom.
Auktorsnamnet Lombardo kan användas för Atilio Lombardo i samband med ett vetenskapligt namn inom botaniken; se Wikipediaartiklar som länkar till auktorsnamnet.